# 吳昱廷 (運動員)
吳昱廷（WU Yu Ting，1995年1月3日—），為臺灣男子擊劍運動員，代表台灣參加2017年夏季世界大學運動會，可惜止步64強。吳昱廷在2016年亞洲U23擊劍錦標賽和陳宗霖、丁泓剴、莊博宇奪得男子銳劍團體銅牌。

## 經歷
- 臺北市立中正高級中學
- 國立臺灣體育運動大學